# Seraphim
Seraphim – zespół muzyczny pochodzący z Tajwanu, który powstał w 2001 roku. Ich muzyka łączy elementy gothic, symphonic i power metalu.

## Dyskografia
- The Soul That Never Dies (不死魂) (2001)
- The Equal Spirit (平等精靈) (2003)
- Ai (愛) (2004)
- Rising (日出東方) (2008)

## Skład

### Obecny Skład
- Quinn Weng - wokal
- Kessier Hsu - gitara
- Van Shaw - bębny
- Mars Liu - bas
- Thiago Trinsi - gitara

### Pierwotny skład
- Pay Lee - wokal
- Jax Yeh - bas/wokal
- Lucas Huang - gitara
- Simon Lin - bębny